# Tony Knapp
Tony Knapp (Newstead, Inglaterra; 13 de octubre de 1936-Jørpeland, Noruega; 22 de marzo de 2023) fue un futbolista y entrenador de fútbol británico que jugó en la posición de defensa.

### Carrera
Knapp nació en Newstead, Nottinghamshire. Entrenó con Nottingham Forest antes de ser profesional, como jugador para el Leicester City (1955–61, 86 partidos), Southampton (1961–67, 260 partidos, 2 goles), Coventry City (1967–68, 11 partidos), Los Angeles Wolves (1968) y Tranmere Rovers (1969–71, 36 partidos, 1 gol).
Su carrera como entrenador se inició en Poole Town (1971-72) donde también jugaba y siendo asistente del entrenador del Norwich City. Obtuvo éxito con los equipos amateurs de Islandia (1974-77) en selección Sub-18 y sub-21 derrotando a Alemania Oriental 2-1 en 1975. Con Noruega también tuvo éxito con el Viking FK en 1978-81 haciendo el doblete en 1979, Fredrikstad FK (1982–83) contra Islandia (1984–85) y finalista de Copa en 1986-87 con SL Brann. Desde que Knapp fue entrenador de varios equipos juveniles de clubes en Rogaland, como FK Vidar, Djerv 1919, Sandnes Ulf, Staal Jørpeland (2003), Stavanger IF y Hundvåg FK (2004–05), Lillesand IL (2007–08) en Aust-Agder, antes de retirarse por enfermedad.

### Vida personal
En febrero del 2020, Knapp vivió en Jørpeland en Noruega con su esposa y sus hijos. 

### Muerte
Knapp falleció el 22 de marzo de 2023 a la edad de 86 años.

### Honores
Southampton

## Carrera

### Jugador
| Periodo   | Club               |
| --------- | ------------------ |
| 1955–1961 | Leicester City FC  |
| 1961–1967 | Southampton FC     |
| 1967–1968 | Coventry City FC   |
| 1968      | Los Angeles Wolves |
| 1969–1971 | Tranmere Rovers FC |
| 1971–1972 | Poole Town FC      |

### Entrenador
| Periodo   | Club               |
| --------- | ------------------ |
| 1971–1972 | Poole Town FC      |
| 1974–1975 | KR                 |
| 1974–1977 | Islandia           |
| 1978–1981 | Viking FK          |
| 1982–1983 | Fredrikstad FK     |
| 1984      | FK Vidar           |
| 1984-1985 | Islandia           |
| 1986–1987 | SK Brann           |
| 1988-1990 | SK Djerv 1919      |
| 1992-1993 | Sandnes Ulf        |
| 2003      | Staal Jørpeland IF |
| 2003      | Stavanger IF       |
| 2004–2005 | Hundvåg FK         |
| 2007–2008 | Lillesand IL       |